# Viktor Mataja
Viktor Mataja, född 20 juli 1857 i Wien, död där 19 juni 1934, var en österrikisk nationalekonom, statistiker och politiker. Han var bror till Emilie Mataja och halvbror till Heinrich Mataja.
Mataja blev 1884 docent och 1890 professor i nationalekonomi i Innsbruck och 1892 avdelningschef (för handelsstatistiska avdelningen) i österrikiska handelsministeriet. Han blev därjämte 1897 honorärprofessor i nationalekonomi vid Wiens universitet och 1898 chef för ett nyupprättat ämbetsverk för arbetsstatistik.
Mataja var tre gånger för kortare tid (1908-09, 1911, 1917) handelsminister, augusti till december 1917 minister utan portfölj och december 1917 till oktober 1918 minister för social hjälpverksamhet. Efter revolutionen 1918 blev han i november samma år president i Österrikes statistiska centralbyrå.

## Fotnoter
1. 1 2  Gemeinsame Normdatei, läst: 26 april 2014.[källa från Wikidata]
2. 1 2 3 4 5  Tjeckiska nationalbibliotekets databas, NKC-ID: mub20201094352, läst: 19 december 2022.[källa från Wikidata]